# ليليان داود
ليليان داوود إعلامية لبنانية الأصل وتحمل الجنسية البريطانية.

## التعريف
تنحدر الإعلامية ليليان داوود من عائلة إعلامية بارزة وهي لبنانية الاصل وبريطانية الجنسية؛ وهي حفيدة مؤسسي صحيفة الاهرام المصرية«سليم وبشارة وتكلا» وحفيدة اللبناني «جورجي زيدان» الذي أسس (دار الهلال)؛ وحصلت ليليان علي ماجستير في الانثروبولوجي ولم تدرس الإعلام؛ وتزوجت ليليان من الكاتب الصحفي المصري «خالد البري» لمدة 6سنوات ثم انفصلا لاحقاً لها ابنه منه.
كانت بدايتها الإعلامية وهي في سن ال 13 من خلال إذاعات مدرسية وجامعية؛ وقضت 12 عام في لندن وكانت بداياتها عام 1999م حيث عملت معدة ومراسلة ثم مذيعة في قناتين بلندن ثم وكالة «اسوشيتدبرس» والتحقت عام 2005 للعمل كمذيعة في القسم العربي بقناة هيئة الإذاعة البريطانية «بي بي سي» لمدة 6سنوات؛ وعملت في الصحافة المكتوبة مع صحف عربية منها «الشرق الأوسط» و«السعودية» و«النهار اللبنانية»؛ ثم بعد انطلاق ثورات الربيع العربي فكرت في العمل بالدول العربية واستقرت في القاهرة وعملت بقناة ON.tvفي برنامج «الصورة الكاملة» الذي أثار جدلاًكثيراً في الوطن العربي.
كانت ليليان داوود أول من استضاف حملة «تمرد» من خلال برنامجها «الصورة الكاملة» وفتحت لهما برنامجها ليكون منصة لهم ضد حكم الرئيس الأسبق محمد مرسي وبكت من الفرحة علي الهواء مباشرة عند سقوط الرئيس محمدالاسبق محمد مرسي ؛ وجماعة الاخوان المسلمين؛ ووصفها البعض أنها تعادي الإسلام وتم شن حملة تهاجمها وعبرت ليليان عن رأيها في الاحكام التي صدرت في القضية المعروفة«قضية مجلس الشوري» في برنامجها الصورة الكاملة وبعد هذه الحلقة دشن نشطاء مواقع التواصل الاجتماعي هاشتاج «ليليان لازم ترحل».

## الآراء السياسية
أيدت مطالب المتظاهرين في مظاهرات ماسبيرو 2011  ووصفتها بالسلمية؛ مما جعل البعض يصفها ب (عدوة الجيش) وتم شن حملة هجوم ضدها؛ ودعت إلى التصويت ب لا علي دستور 2014 لانه ينص علي محاكمة المدنيين عسكريا كما أنها عارضت طريقة فض اعتصام رابعة العدوية وقتل 37 متهما في سيارة الترحيلات أثناء ترحيلهم لسجن أبو زعبل؛ وعارضت التعامل الأمني للنظام وعنف الشرطة مع النشطاء السياسين بعد 3 يوليو واطلقت علي هذا التعامل (حملة تكميم الافواه)
كما ايدت ليليان ترشح الرئيس عبد الفتاح السيسي في الانتخابات الرئاسية.
ألقت السلطات المصرية القبض علي المذيعة اللبنانية ليليان داوود من منزلها بحي الزمالك بالقاهرة لترحيلها الي لبنان لمعارضة ليليان لنظام الحكم.

## الحياة الشخصية
تقرأ يوميا صحيفة"الحياة ط التي تصدر من لندن باللغة العربية؛ وأفضل فيلم تشاهدهtalk to her للمخرج الاسباني بيدروالمودوفار؛ اغنيتها المفضلة هي "نسم علينا الهوا" للمطربة اللبنانية فيروز.
تري ليليان داوود ان مقياس النجاح ان تقدم من خلال البرنامج القضايا المصرية والعربية والدولية وإلقاء الضوء عليها؛ وتري أن مقياس نجاحها ان تكون مهنية وهذا أهم شئ تعلمته وهي في (بي بي سي) والبرنامج حقق نجاح.

## وصلات خارجية
- ليليان داود على موقع قاعدة بيانات الأفلام العربية